# Anna Shapiro
Anna D. Shapiro (1966) es una directora de teatro.
Nació en Evanston, Illinois y se graduó de la Yale School of Drama; recibió en 1996 el premio Princess Grace. Se unió a la facultad de la Universidad Northwestern como líder del Graduate Directing Program en Teatro a finales del año 2002.
Ha estado afiliada con el Teatro Steppenwolf desde 1995, sirviendo como directora original del Laboratorio de Nuevas Obras, adhiriéndose al personal artístico como Directora Residente, y actualmente sirviendo como un Artista Asociada.
Sus recientes créditos en Steppenwolf incluyen los premieresmundiales de "Until We Find Each Other" de Brooke Berman, "The Pain and the Itch" and "Purple Heart", ambas de Bruce Norris. (También dirigió the Galway, producción Irlandesa de "Purple Heart"). Además ha dirigido algunas de las más memorables producciones de la Compañía Steppenwolf Theatre en los últimos años, incluyendo "Three Days of Rain", "Drawer Boy", "I Never Sang for my Father", and "Man from Nebraska". También dirigió los premieres mundiales de "The Ordinary Yearning of Miriam Buddwing" de Alexandra Gersten-Vassilaros and Bruce Norris's The Infidel (también en la Philadelphia Theatre Company).
Otros créditos incluyen Iron at Manhattan Theatre Club, A Fair Country by Jon Robin Baitz at the Huntington Theatre Company, y Edwin Sanchez's Trafficking in Broken Hearts para la Atlantic Theatre Company.
Estará dirigiendo la premier mundial de Tracy Lett's August: Osage County en Steppenwolf la próxima temporada.
- Datos: Q4766941